# Jules Destrooper
Jules Destrooper, eigentlich Julius Renatus Maria Destrooper (* 4. November 1856 in Beselare, Gemeinde Zonnebeke; † 28. Juni 1934), war ein belgischer Bäcker und gründete die Biscuiterie Jules Destrooper.

## Leben
Julius „Jules“ Destrooper war der Sohn von Adolphus Norbertus (1823–1873) und Amelia Maria Destrooper, geborene Verlende (1815–1900).
Als junger Bäcker eröffnete er am 8. August 1885 eine Bäckerei in Luilekkerstad in Flandern. Er hatte auch einen Laden mit Kolonialwaren, in dem exotische Produkte aus Afrika und Asien wie Kaffee, Tee, Tabak und Schokolade verkaufte. Er fing an, die exotischen Kräuter aus seinem Laden in „Amandelbrood“, einer Mandelkeksart, zu verwenden, die er seinen Kunden als Geschäftsgeschenk schenkte. Getrieben von seinem ersten Erfolg nahm Jules Destrooper 1890 einen zweiten Keks in seinem Sortiment auf: eine flämische Butterwaffel, die um das neue Jahr traditionell gebacken wurde, die „Natuurboterwafel“ („Naturbutterwaffel“; gemeint sind Butterwaffelkekse). Der Erfolg dieser Kekse war so groß, dass er bald internationale Anerkennung fand: 1911 gewann Jules Destrooper auf der prestigeträchtigen Pariser Messe eine Goldmedaille für sein Amandelbrood. Jules Destrooper schaffte es, seine Firma Biscuiterie Jules Destrooper als belgischen Hoflieferant zu platzieren.
Aus der Ehe mit Felicia Maria Verweirder (1863–1928) gingen zwei Töchter und Sohn Julius Josephus Cornelius Destrooper (1893–1973; bekannt als Jules Destrooper jun.) hervor, der 1911 das Geschäft des Vaters übernahm.